# Чероки Вилиџ (Арканзас)
Чероки Вилиџ (енгл. Cherokee Village) град је у америчкој савезној држави Арканзас.

## Демографија
По попису из 2010. године број становника је 4.671.
| Група             | 2000.    | 2010.         |
| Белци             | 0 (0,0%) | 4.488 (96,1%) |
| Афроамериканци    | 0 (0,0%) | 10 (0,2%)     |
| Азијати           | 0 (0,0%) | 14 (0,3%)     |
| Хиспаноамериканци | 0 (0,0%) | 92 (2,0%)     |
| Укупно            | 0        | 4.671         |